# Ryall (Worcestershire)
Ryall – wieś w Anglii, w hrabstwie Worcestershire, w dystrykcie Malvern Hills. Leży 14 km na południe od miasta Worcester i 156 km na północny zachód od Londynu.